# Krzyki (osiedle)
Krzyki – osiedle w południowej części Wrocławia, obecnie administracyjnie część osiedla Krzyki-Partynice. Nazwa osiedla była źródłem nazwy dla dawnej dzielnicy Krzyki. Osiedle graniczy na zachodzie i południu z Oporowem, Kleciną i Partynicami, a na północy i wschodzie z Grabiszynkiem i Borkiem.
Powstało wokół włączonej w 1928 do miasta wsi, która od 1743 do 1845 nosiła niem. nazwę Kritern, potem do 1945 Krietern ("kłótnicy"), co po wojnie przemianowano na Krzyki. 

## Obserwatorium Krzyckie
W latach 1909–1945 w jednym z budynków na rogu ulicy Skarbowców i Wietrznej (współrzędne geograficzne 51°04'00"N/17°00'00"E, położenie 125 m n.p.m.) znajdowało się obserwatorium meteorologiczno-sejsmologiczne (Meteorologisches Observatorium Breslau-Krietern oraz Erdbebenwarte Breslau-Krietern) założone przez Georga von dem Borne i stanowiące własność Technische Hochschule Breslau (poprzedniczki Politechniki Wrocławskiej) i częściowo finansowane z kasy miejskiej. Zainstalowano tu na poziomie ok. 3 metrów poniżej poziomu gruntu dwa sejsmografy systemu Wiecherta: pionowy z wahadłem o masie 1450 kg oraz dwuskładowy poziomy z tysiąckilogramowym wahadłem; zapis odbywał się na okopconym papierze. Obserwatorium funkcjonowało z przerwą pomiędzy 1916 a 1928; w latach 1928–1929 przeniesione z powodu prac remontowych na Wzgórze Liebicha. Od 1928 było kierowane przez Ludgera Mintropa. W czasie oblężenia Festung Breslau w 1945 budynek uległ całkowitemu zniszczeniu w wyniku bombardowań i ostrzału. Aparatura sejsmograficzna jednak ocalała i w 1945 została przez profesorów Stenza i Olczaka wydobyta z ruin i przekazana do stacji sejsmologicznej w Raciborzu (RAC), gdzie została skrupulatnie wyremontowana. W 1959 przekazano ją do stacji w Chorzowie (CHZ), gdzie użytkowano ją aż do roku 1984 i gdzie pozostaje do chwili obecnej. Spalone ruiny budynku krzyckiego obserwatorium niszczały bez opieki do lat siedemdziesiątych, kiedy w obliczu narastającego zagrożenia dla pobliskich mieszkańców zostały ostatecznie zrównane z ziemią, a piwnice – zasypane.